# Jean Antoine d'Averhoult
Vous lisez un « bon article » labellisé en 2013.
Jean Antoine d’Averhoult, ou Jan Anthony d’Averhoult ou Daverhoult, ou d'Averhould, né le 21 octobre 1756 à Utrecht aux Pays-Bas au temps des Provinces-Unies, mort le 26 août 1792 à Sedan en France, fut un patriote batave puis un révolutionnaire et un homme politique français. Issu d'une famille huguenote française réfugiée aux Pays-Bas un siècle auparavant, il fit le choix de la terre de ses ancêtres comme pays d'accueil après l'échec de la Révolution batave de 1787. Élu en 1791 député des Ardennes à l’Assemblée législative, il fut président de cette assemblée, en janvier 1792.
À propos de l'opportunité de déclarer la guerre, il proposa dans un premier temps de faire pression sur les États limitrophes, quitte à déclencher une guerre limitée, pour empêcher le rassemblement de troupes d'émigrés aux frontières. Cependant, dans un second temps, il rejeta toute idée de guerre d'ingérence. Lui, le citoyen cosmopolite, ne voulait pas d'une guerre pour porter les idées des Lumières aux peuples voisins, persuadé que la force des idées philosophiques suffisait à leur propagation, et permettait une progression, plus lente mais plus sûre, du « bonheur du genre humain ».
Partisan de la monarchie constitutionnelle, il quitta l'Assemblée législative en juillet 1792 pour rejoindre le régiment, alors loyaliste, de son ami le général La Fayette ; après le 10 août 1792 et la fuite à l'étranger de son mentor, Jean Antoine d’Averhoult fut arrêté, alors qu'il tentait de quitter à son tour la France. Il se suicida alors d'un coup de pistolet.

## Les origines familiales
La maison d’Averhoult est une vieille famille de la noblesse française. Elle est originaire d’Artois. Un certain Jean d'Averhoult sert le roi de France à la bataille d'Azincourt contre les Anglais en 1415. Il y laisse sa vie. Son fils David épouse Anne de Croÿ, descendante d'une des grandes familles nobles bourguignonnes. Une des branches se met au service des ducs de Bourgogne, puis des Habsbourg, assurant notamment la fonction de gouverneur de Saint-Omer et de Hesdin. Cette branche s’éteint à la fin du XVIIe siècle.
Une autre branche continue à servir la couronne française. Un certain Aleaume d'Averhoult est seigneur de Tourteron, et de Lobbe, dans le nord de la Champagne. Ses descendants se marient au sein de la noblesse française locale. Les hommes sont pour la plupart militaires. Ainsi, un Jean d'Averhoult, petit-fils d'Aleaume, devient lieutenant d'une compagnie du régiment d'Henri-Robert de La Marck, duc de Bouillon et prince de Sedan. La principauté de Sedan est alors un îlot protestant dans la région. Implantés non loin de Sedan, les Averhoult adoptent la foi calviniste. Leurs biens ne sont pas loin de Sedan. Jean d'Averhoult est le premier seigneur de Guincourt, une seigneurie désormais durablement associée à cette famille. Un des fils de Jean, le deuxième de son troisième mariage, Jacques est capitaine dans le régiment de Turenne. Son fils Jean est capitaine de cavalerie dans le régiment de Montdejeu. Mais à la suite de la révocation de l’édit de Nantes en 1685, les nobles huguenots n'ont plus leur place dans l'armée française, malgré le rôle important qu'ils y ont joué. Le petit-fils de Jacques d'Averhoult, prénommé également Jean, ne se voit offrir aucun poste de commandement et se prépare à émigrer lorsqu'il décède en 1691. Son épouse quitte la France pour les Provinces-Unies, désirant élever ses quatre enfants, encore en bas âge, dans la foi calviniste. En Provinces-Unies, les Averhoult prennent soin de conserver leur titre de seigneurs de Guincourt, gardant ainsi le souvenir de leur lignée. Leurs biens en France sont en bonne partie confisqués. Dans leur nouvelle patrie, les fils choisissent le plus souvent la carrière des armes et sont amenés à se battre contre l'armée française. La famille tisse des liens avec la bourgeoisie néerlandaise, mais très peu avec la noblesse de ce pays.
Jean Antoine d'Averhoult est de la troisième génération née dans cette nouvelle patrie, en Provinces-Unies. Il est né à Utrecht en 1756.

## Le patriote batave
Après une brève carrière militaire, au sein d'une armée mécontente de son prince, Jean Antoine d'Averhoult fréquente les milieux d'opposition, et participe aux réunions d'une loge maçonnique, qui comprend Joan Derk van der Capellen tot den Pol. Il appartient aux patriotes, ces Néerlandais partisans de la démocratie, se qualifiant de Bataves. Ceux-ci s'opposent dans les années 1780 au stathouder Guillaume V d'Orange-Nassau qu'ils accusent de népotisme et de corruption. Ils sont inspirés par la philosophie des Lumières et manifestent généralement de l'intérêt et de la sympathie pour la guerre d'indépendance américaine. En 1785, Guillaume d'Orange doit prendre la fuite.   

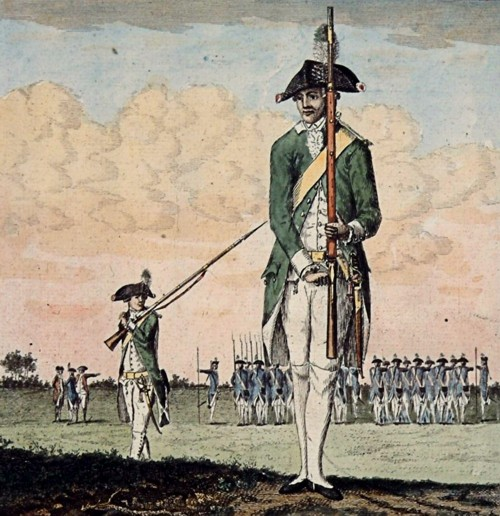
Membres d'une exercitiegenootschap.

En cette année 1785, âgé d'un peu moins de trente ans, Jean Antoine d'Averhoult est officier d'une des milices privées d'Utrecht, les exercitiegenootschappen, regroupant les patriotes bataves. L'ancien conseil d'Utrecht est resté en place. Mais ce conseil se montre trop orangiste, ce qui entraîne des protestations. Le 20 mars 1786, Jean Antoine d'Averhoult est un des deux négociateurs des milices auprès du conseil d'Utrecht. En août 1786, le compromis restant lettre morte, les patriotes destituent la plupart des conseillers municipaux. Un nouveau conseil est mis en place dont Jean Antoine d'Averhoult est membre. À la suite de cette destitution, le conseil orangiste de la province d'Utrecht déménage à Amersfoort. Le 9 mai 1787, les orangistes voulant reprendre Utrecht, Jean Antoine d'Averhoult dirige avec succès, en tant qu'officier, les milices bourgeoises qui repoussent les orangistes à la bataille de Vreeswijk,.
Aux États généraux des sept Provinces-Unies, trois provinces votent orangistes, trois provinces rallient les patriotes et les députés d'Utrecht jouent un rôle-clé. Pour fortifier leur position politique, les patriotes d'Utrecht forment en juin 1787 un contre-conseil de province à Utrecht et envoient le 14 juin Jean Antoine d'Averhoult aux États généraux. Après quelques journées de débats tumultueux, la session s'envenime le 17 juin et, situation unique dans l'histoire parlementaire néerlandaise, le baron Van Zuylen, représentant le conseil provincial d'Amersfoort, sort son épée de son fourreau et se dirige vers Jean Antoine d'Averhoult. Celui-ci quitte la salle pour éviter un combat au milieu de l'assemblée. Le contre-conseil est exclu des États-Généraux,.
En septembre 1787, l'armée prussienne commandée par Charles Guillaume Ferdinand, duc de Brunswick, vient prêter main-forte à Guillaume V d'Orange-Nassau et rétablir le stathouder dans ses pouvoirs. Un grand nombre de patriotes s'enfuit en France, notamment dans la région de Saint-Omer. Jean Antoine d'Averhoult est du nombre et choisit le pays de ses ancêtres, où sa famille possède toujours des propriétés. Il se fait naturaliser français.

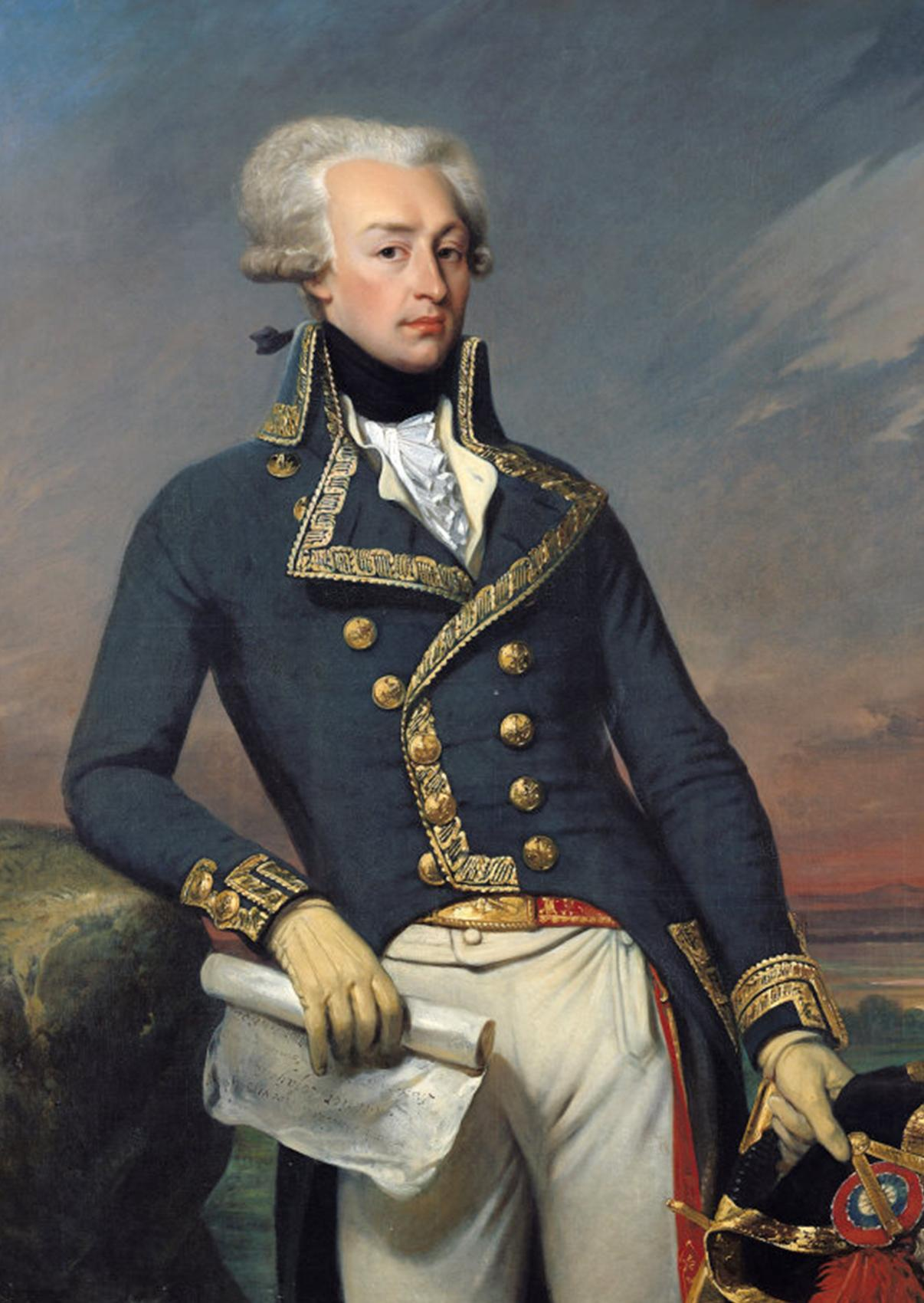
La Fayette, en uniforme de lieutenant-général de 1791, peint par Joseph-Désiré Court en 1834.

## L'homme politique français pendant la Révolution
En 1789, Jean Antoine d'Averhoult, ou Daverhoult, se déclare en faveur de la Révolution française. Il devient membre du directoire administrant le département des Ardennes. Il est également un des premiers membres du club des Feuillants à Paris, en juillet 1791, où il retrouve d'autres compatriotes bataves, notamment Joan Geelvinck et Paul-Henri Marron, et devient l'un des dirigeants de ce groupe politique. Il y côtoie également des personnalités telles que Antoine Barnave, Adrien Duport, les frères Lameth (Alexandre, Charles Malo, et Théodore), Emmanuel de Pastoret, Mathieu Dumas, François de Jaucourt, Vincent-Marie Viénot de Vaublanc, ainsi, bien sûr, que le marquis de La Fayette, militaire auréolé de sa participation à la guerre d'indépendance américaine puis de son commandement de la garde nationale de Paris.
Le 31 août 1791, il est élu député des Ardennes à l’Assemblée législative. Le décret du 16 mai 1791 écartait les membres de l'ancienne Constituante des candidatures possibles, et imposait ainsi des hommes nouveaux dans la nouvelle législature. Parmi les candidats pour ce département septentrional, il arrive en troisième position en nombre de voix, sur huit députés à élire, avec 250 voix sur 337 votants au sein du collège électoral, dans une élection en deux temps. Il rejoint les rangs des modérés, favorable à la monarchie constitutionnelle et désireux de stabiliser le régime sur la base de la constitution de 1791. Il devient également membre suppléant du comité diplomatique de cette assemblée, chargé de contrôler l'action du ministre des Affaires étrangères.

### Membre du comité diplomatique
En ces premiers mois de la Législative, le comité diplomatique se trouve au cœur d'un des plus importants débats de l'Assemblée, le débat sur la guerre. Ce thème est mis en avant par les Girondins, et particulièrement par le député Brissot. Ils sont persuadés que la guerre est nécessaire, autant pour consolider la Révolution que pour l’exporter. Le 22 novembre 1791, Christophe-Guillaume Koch, rapporteur du comité diplomatique, énonce les premières propositions sur les mesures à prendre contre les rassemblements de nobles émigrés aux frontières. Quelques jours plus tard, le 27 novembre, Jean Antoine d'Averhoult intervient en son nom propre dans les échanges. D'Averhoult considère que les émigrés ne représentent pas encore une grande menace, mais il convient qu'il est temps de faire cesser ces rassemblements avant que ce danger ne prenne de l'importance. Il fait référence dans son discours à son expérience de patriote batave : « Permettez, Messieurs, que je cite un exemple récent. Proscrit en Hollande et sur le point d'y périr sur l'échafaud pour la cause de la liberté, j'ai vu cette cause sublime perdue en temporisations. C'est pour avoir employé des demi-moyens : c'est pour n'avoir pas écrasé ses adversaires, lorsqu'il en était temps, s'est pour s'être attaché aux effets sans s'attaquer aux causes ; c'est pour avoir attendu jusqu'à ce que ses ennemis furent soutenus par une des puissances de premier ordre, que la Hollande est dans les chaînes ». Il propose de forcer les électeurs de Trèves et de Mayence, ainsi que l'évêque de Spire à disperser les attroupements d'émigrés hostiles par un ultimatum. Jean Antoine d'Averhoult semble à cet instant, à la différence d'une bonne partie des Feuillants, se rallier aux partisans d'une politique de fermeté, voire d'une guerre limitée,. Sa motion est renvoyée au comité diplomatique, et oblige Koch à présenter le 29 novembre un nouveau rapport sur cette question. Koch atténue le ton, et les moyens prônés par Averhoult : il ne croit pas utile de recourir dès maintenant à des menaces et remet en exergue l’intérêt de négociations en pressant toutefois le roi de renouveler le très critiqué corps diplomatique.

### Président de l'Assemblée législative

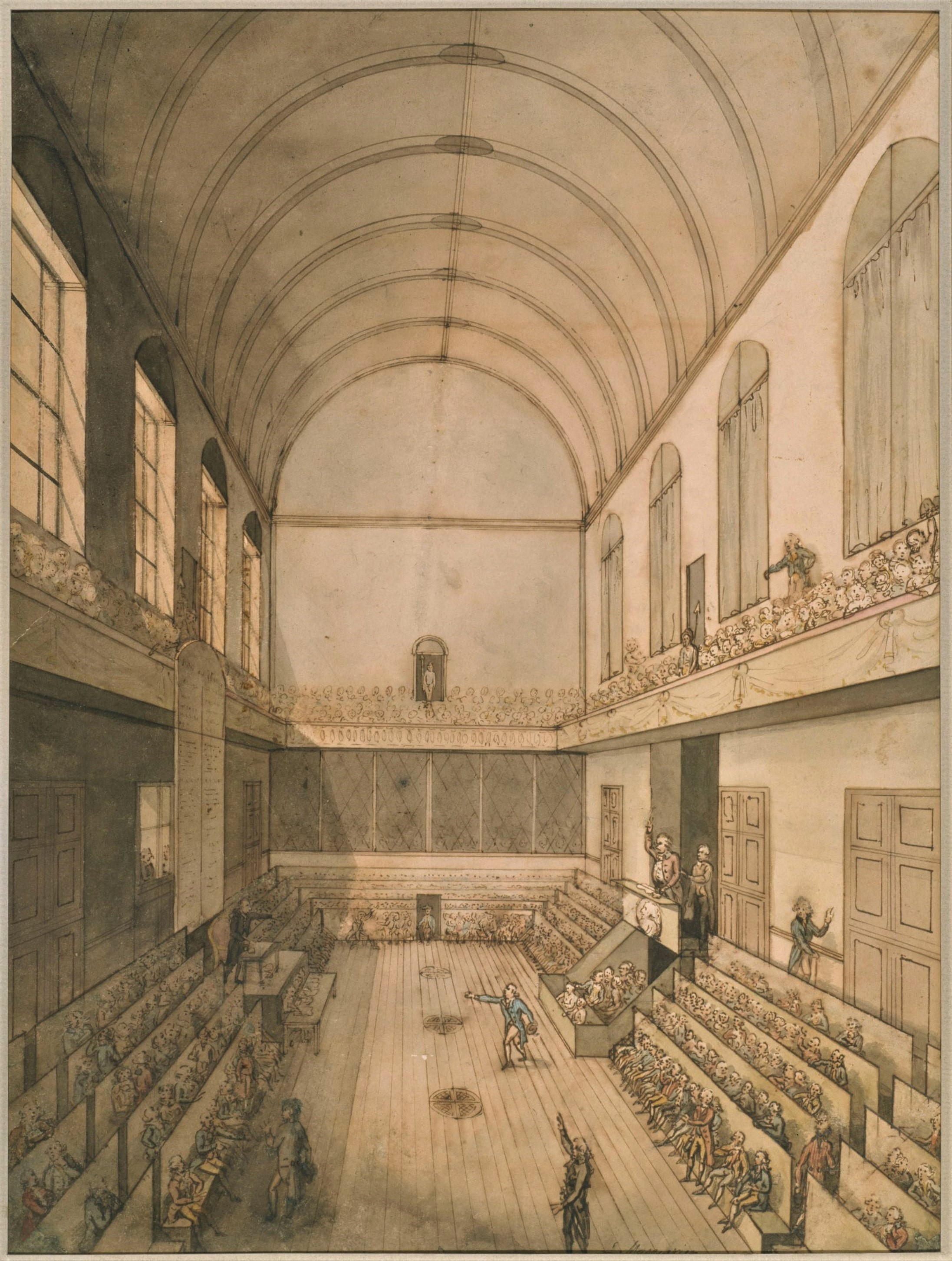
Vue de l'Assemblée nationale législative siégeant dans la salle du Manège le 10 août 1792.

En janvier 1792, les débats sur la situation politique de la France au sein de l'Europe reprennent et se succèdent, à la suite d'une déclaration maladroite du chancelier d’État des Habsbourg, le prince de Kaunitz. Le 8 janvier 1792, Jean Antoine d'Averhoult est élu, au milieu de ce débat particulièrement important, président de l'Assemblée législative,. La fonction n'est pas de tout repos, dans cette salle du Manège où se tiennent les réunions plénières : « Un orateur peut discourir, un rapporteur lire son rapport, plusieurs centaines de députés n'en continuent pas moins de bavarder. Chacun interrompt ou fait ses observations à voix haute. Le tapage devient souvent intolérable ».
Il reste président de l'assemblée jusqu'au 22 janvier 1792, conformément à la pratique de la Législative, qui fait tourner cette présidence régulièrement. Les présidents ne sont élus que pour quinze jours. Ce délai court s'explique par les réserves que conservent les députés des pouvoirs excessifs des présidents dans les assemblées de l'Ancien Régime.

### Nouvelle intervention dans le débat sur la guerre
Mi-janvier, à la suite d'un rapport d'Armand Gensonné, autre membre du comité diplomatique, sur la situation politique de la France, un débat s'engage, avec notamment des interventions de Brissot, désignant l'empereur Léopold II, le frère de Marie-Antoinette, comme l'ennemi véritable et appelant à lui déclarer la guerre. Il est suivi de Pierre Victurnien Vergniaud, qui enflamme l'assemblée par son éloquence, utilisant la veine patriotique pour rallier les députés à l'idée de la guerre, et proclamant l'universalisme des droits de l'homme. D'Averhoult, qui avait poussé aux toutes premières démarches d'ultimatum contre les princes-électeurs germaniques, intervient alors pour s'opposer à une telle déclaration de guerre. Il met en exergue les premières mesures des grands électeurs pour disperser les émigrés et énonce les risques d'une politique d'ingérence chez les peuples voisins.
« Messieurs », s'exclame-t-il ce 17 janvier, « Les amis de la liberté voudraient venir au secours de la Philosophie outragée par la ligue des princes, ils voudraient appeler tous les peuples à cette liberté, et propager une sainte insurrection ; voilà le véritable motif des démarches inconsidérées qu'on vous propose. Mais devez-vous laisser à la philosophie elle-même le soin d'éclairer l'univers, pour fonder, par des progrès plus lents mais plus sûrs, le bonheur du genre humain et l'alliance fraternelle de tous les peuples ? Ou bien devez-vous, pour hâter ces effets, risquer la perte de votre liberté et celle du genre humain, en proclamant les droits de l'homme au milieu du carnage et de la destruction ? »
Ses paroles portent. Le décret du 25 janvier 1792 qui conclut les débats est une injonction à l'empereur mais ce n'est pas une déclaration de guerre. Pour autant, le parti belliciste continue à progresser et le sentiment dominant est celui d'une guerre inévitable à terme. Le 27 janvier 1792, le maréchal de Rochambeau demande d'ailleurs à l'Assemblée que trois de ses membres, Jean Antoine d'Averhoult, Henri Crublier et Mathieu Dumas puissent rejoindre les forces armées pour l'assister. Le comité militaire de l'Assemblée, consulté, s'y oppose le 31.
Les mois suivants, les événements se précipitent avec notamment en France, la mise en accusation par Brissot du ministre des Affaires étrangères, Delessart, et des changements ministériels en France en faveur des Girondins, et, en Autriche, la mort de l'empereur Léopold II, qui s'employait à temporiser. Les Girondins relancent le débat sur la guerre et parviennent à leur fin le 20 avril 1792, avec la déclaration de guerre de la France à l'Autriche. « La Gironde voulait la guerre, et par la guerre, le pouvoir ». Cette déclaration de guerre ouvre la voie à un quart de siècle de conflits en Europe, et dès les mois qui suivent, à une radicalisation de la Révolution française. Une nouvelle étape de la Révolution commence : « entre le vieux monde aristocratique et féodal et la Révolution démocratique, un choc immense allait se produire ». Et la Gironde s'aperçoit rapidement qu'elle ne contrôle pas les mouvements populaires qu'elle a cherché à influencer pour parvenir à ses fins.

### Le libéral opposé à la radicalisation de la Révolution
Jean Antoine d'Averhoult continue à se faire entendre à la tribune de l'Assemblée sur bien d'autres sujets que la politique étrangère. Il intervient en particulier le 31 janvier 1792 au cours du débat sur le contrôle de la circulation des personnes au sein du territoire national, en réaction à une proposition d'instaurer un passeport obligatoire. C'est une remise en cause de la liberté de circulation, un des premiers droits énoncés par la Constitution de 1791. Jean Antoine d'Averhoult réagit contre cette proposition, énonçant à travers ses propos sa conception libérale de la société vers laquelle il tend, avec comme modèle implicite l'Angleterre, son régime social et économique et son habeas corpus. Son argumentation est d'ailleurs très économique : « Je demande la question préalable contre cet article. Au moment où notre commerce éprouve des pertes considérables, où notre numéraire est sorti du royaume, et où il est très important d’en favoriser la rentrée, rien de plus impolitique que d’empêcher les étrangers de voyager en France. Quel est l’étranger qui viendra sur la terre de la liberté, si pour la perte d’un papier, il risque d'être privé pendant un mois de sa liberté ? » Ni son intervention ni celle de son collègue Louis Stanislas de Girardin ne réussissent à convaincre l'Assemblée. Le lendemain, un décret sur les passeports réintroduit les certificats ou passe-ports imaginés sous l'Ancien Régime, en 1669, et abolis au début de la Révolution.
Mais à partir du mois de février 1792, sa préoccupation essentielle semble être de contenir les mouvements des sections révolutionnaires parisiennes qui multiplient les pétitions, donnent de la voix et veulent jouer un rôle politique de plus en plus actif. Ainsi, le 12 février 1792, des sans-culottes du faubourg Saint-Antoine se présentent à l'assemblée pour y prêter serment de « vivre libre ou de mourir pour la liberté », et y faire hommage de leurs piques. Jean Antoine d'Averhoult intervient en reconnaissant que « les citoyens de Paris ont fait la Révolution, et c'est eux encore qui la soutiendront par leur courage. » Mais il complète aussitôt ses propos en précisant que « c'est à la loi de déterminer de quelle façon la force publique doit être organisée », pas aux sections révolutionnaires.
Le 16 juin, Jean Antoine d'Averhoult répond au député girondin Élie Guadet. Celui-ci vient d'attaquer La Fayette, auteur d'une lettre à l'Assemblée, et a comparé le général français à Oliver Cromwell. Le général La Fayette, retenu à la frontière par son commandement militaire, est devenu de fait la tête de file des Feuillants après le retrait en province d'Antoine Barnave, mais il est de plus en plus en porte-faux, suspecté à la fois par les Girondins, les Montagnards (nouvelle force montante, à gauche) et par la Cour.
Le 21 juin 1792, Jean Antoine d'Averhoult proteste contre l'émeute de la veille contre le palais des Tuileries et la famille royale. « Un grand attentat a été commis ; on a porté atteinte à la liberté et à la dignité du roi ; la garde du roi a été forcée ; les portes des appartements ont été ouvertes à la hache » s'exclame-t-il à la tribune, dans une salle du Manège agitée, avant d'interpeller ses collègues députés : « Je demande que l'Assemblée déploie aujourd'hui toute la grandeur de son caractère ; je demande qu'elle ordonne au ministre de la justice de faire informer contre les auteurs de ces attentats ; qu'elle mande le ministre de l'Intérieur, le directoire du département, et le commandant de la garde nationale parisienne, afin de savoir si les ordres convenables ont été donnés pour réparer ce qui s'est passé ».
Le 28 juin, le général La Fayette se présente à l'Assemblée et obtient de pouvoir intervenir à la tribune. Il y proclame lui aussi son indignation devant l'émeute du 20 juin. Il se montre presque menaçant. Le 13 juillet, Jean Antoine d'Averhoult revient à la charge pour faire sanctionner le maire de Paris, le Girondin Pétion, en raison de son manque de réaction pendant l'émeute du 20 juin aux Tuileries, sans succès non plus.

### Fin de parcours en tentant de rejoindre La Fayette
Quelques jours après, le 13 juillet 1792, Jean Antoine d'Averhoult donne sa démission de député, en annonçant son départ pour l'armée du général La Fayette, où il vient d'être nommé colonel du 7e régiment de dragons.
Le 7 août, une commission présidée par Nicolas de Condorcet propose la mise en accusation du général La Fayette. La proposition est rejetée dès le lendemain en séance plénière de l'assemblée, une assemblée qui hésite et navigue entre les différents courants qui la traversent. Le 10 août 1792, alors que Jean Antoine d'Averhoult est en route pour rejoindre son corps d'armée, une insurrection parisienne s'empare du palais des Tuileries. Les insurgés se rendent ensuite à l'Assemblée, salle du Manège, où la famille royale s'est réfugiée. Les sans-culottes exigent la déposition du roi et l'institution d'une Convention nationale. Sous la pression de la rue, les députés se rendent à ces exigences. C'est la fin de la monarchie constitutionnelle. Louis XVI, d'abord assigné à résidence au palais du Luxembourg, est transféré en tant que prisonnier au Temple. Quelques jours plus tard, apprenant ces nouvelles, le général La Fayette imagine un moment organiser, entre plusieurs départements de l'Est, une fédération dans le but de résister aux jacobins. Il s'adresse à ses troupes ; sans soulever d'adhésion. Le 19 août 1792, l'Assemblée nationale le déclare traître à la Nation. La Fayette part secrètement de Sedan, dans la nuit du 19 août, accompagné de quelques officiers de son état-major. Il veut se réfugier en Hollande, puis gagner l'Angleterre et les États-Unis. Les Autrichiens arrêtent ce groupe de fugitifs à Rochefort, dans les Pays-Bas autrichiens.
La fuite de La Fayette fait courir un grand risque à Jean Antoine d'Averhoult. Celui-ci, arrivé au sein de son régiment, en pays sedanais, apprend la chute de la monarchie constitutionnelle, ainsi que le départ de La Fayette. Sait-il aussi que le 18 août, un député montagnard, Raymond Gaston, a demandé en séance plénière de l'Assemblée nationale sa mise en arrestation, ? Jean Antoine d'Averhoult veut passer à son tour à l'étranger. Ce faisant, il provoque sa mort, dans des circonstances en partie indéfinies. D'après une lettre d'un militaire lue à l'Assemblée le 23 août par un autre député montagnard, Jacques Alexis Thuriot, il est repéré et arrêté en voulant franchir la frontière, dans la région de Sedan, avec un domestique et trois chevaux. Il s'extirpe une première fois, et, sur le point d'être repris, dans le bois du Sugnon, entre Vrigne-aux-Bois et Saint-Menges, il se tire une balle dans la tête. Transporté dans un village voisin puis à Sedan, il meurt le 26 août dans cette ville, veillé par un ami hollandais, l'avocat Daniël Michiel Cijsbert Heldewier,.
Le 27 août 1792, il est enterré à l'extérieur, contre le mur dans la partie supérieure du cimetière du Faubourg du fond de Givonne à Sedan.

## Publications
- Notices d'autorité :   - VIAF
  - ISNI
  - LCCN
  - GND
  - Pays-Bas
- Discours de M. d'Averhoult, député du département des Ardennes, sur l'office de l'empereur : prononcé à la séance du 25 janvier 1792.
- Opinion de M. Daverhoult, député du département des Ardennes, sur les précautions à prendre relativement à la situation actuelle du royaume, prononcée à l'Assemblée nationale, le 27 novembre 1791.